# Карбон (Альберта)
Карбон (англ. Carbon) — село в Канаді, у провінції Альберта, у складі муніципального району Нігілл.

## Населення
За даними перепису 2016 року, село нараховувало 454 особи, показавши скорочення на 23,3%, порівняно з 2011-м роком. Середня густина населення становила 227,7 осіб/км².
З офіційних мов обидвома одночасно володіли 10 жителів, тільки англійською — 445. Усього 20 осіб вважали рідною мовою не одну з офіційних.
Працездатне населення становило 225 осіб (69,2% усього населення), рівень безробіття — 15,6% (18,5% серед чоловіків та 17,6% серед жінок). 93,3% осіб були найманими працівниками, а 8,9% — самозайнятими.
Середній дохід на особу становив $50 618 (медіана $37 376), при цьому для чоловіків — $61 243, а для жінок $37 149 (медіани — $55 168 та $25 621 відповідно).
31,3% мешканців мали закінчену шкільну освіту, не мали закінченої шкільної освіти — 14,1%, 54,7% мали післяшкільну освіту, з яких 14,3% мали диплом бакалавра, або вищий.
| Статево-вікова структура населення | Статево-вікова структура населення | Статево-вікова структура населення | Статево-вікова структура населення | Статево-вікова структура населення |
| ---------------------------------- | ---------------------------------- | ---------------------------------- | ---------------------------------- | ---------------------------------- |
|                                    |                                    |                                    |                                    |                                    |
| Всього                             | Всього                             | 52,7%47,3%                         |                                    |                                    |
| 0 — 14 років                       | 0 — 14 років                       |                                    | 19,6%                              | 19,6%                              |
| 15 — 64 років                      | 15 — 64 років                      |                                    | 59,8%                              | 59,8%                              |
| 65 і більше                        | 65 і більше                        |                                    | 20,7%                              | 20,7%                              |
| 85 і більше                        | 85 і більше                        |                                    | 1,1%                               | 1,1%                               |
| Середній вік (років)               | Середній вік (років)               | 40,545,9                           | 43,1                               | 43,1                               |
| Медіана (років)                    | Медіана (років)                    | 44,550,3                           | 47,6                               | 47,6                               |
| — чоловіки — жінки                 |                                    |                                    |                                    |                                    |

| Походження мешканців:     | Походження мешканців:     | Походження мешканців: | Походження мешканців: | Походження мешканців: |
| ------------------------- | ------------------------- | --------------------- | --------------------- | --------------------- |
| Походження                |                           |                       | осіб                  | %                     |
| Корінні американці        | Корінні американці        |                       | 70                    | 15.42%                |
| Інше північноамериканське | Інше північноамериканське |                       | 100                   | 22.03%                |
| Європейське               | Європейське               |                       | 360                   | 79.3%                 |
| британське                | британське                |                       | 270                   | 59.47%                |
| французьке                | французьке                |                       | 55                    | 12.11%                |
| українське                | українське                |                       | 20                    | 4.41%                 |
| Латинськоамериканське     | Латинськоамериканське     |                       | 10                    | 2.2%                  |

| Зайнятість населення за галузями (за класифікацією NOC): | Зайнятість населення за галузями (за класифікацією NOC): | Зайнятість населення за галузями (за класифікацією NOC): | Зайнятість населення за галузями (за класифікацією NOC): | Зайнятість населення за галузями (за класифікацією NOC): |
| -------------------------------------------------------- | -------------------------------------------------------- | -------------------------------------------------------- | -------------------------------------------------------- | -------------------------------------------------------- |
|                                                          |                                                          |                                                          |                                                          |                                                          |
| Управління                                               | Управління                                               |                                                          | 17,4%                                                    | 17,4%                                                    |
| Бізнес, фінанси та адміністрування                       | Бізнес, фінанси та адміністрування                       |                                                          | 13%                                                      | 13%                                                      |
| Охорона здоров'я                                         | Охорона здоров'я                                         |                                                          | 6,5%                                                     | 6,5%                                                     |
| Освіта, правозахист, муніципальні та урядові служби      | Освіта, правозахист, муніципальні та урядові служби      |                                                          | 6,5%                                                     | 6,5%                                                     |
| Роздрібна торгівля та послуги                            | Роздрібна торгівля та послуги                            |                                                          | 10,9%                                                    | 10,9%                                                    |
| Гуртова торгівля, транспорт та обладнання                | Гуртова торгівля, транспорт та обладнання                |                                                          | 23,9%                                                    | 23,9%                                                    |
| Природні ресурси, сільське господарство                  | Природні ресурси, сільське господарство                  |                                                          | 10,9%                                                    | 10,9%                                                    |
| Виробництво                                              | Виробництво                                              |                                                          | 4,3%                                                     | 4,3%                                                     |

## Клімат
Середня річна температура становить 3,7°C, середня максимальна – 23,3°C, а середня мінімальна – -19,3°C. Середня річна кількість опадів – 386 мм.
| Клімат поселення                              | Клімат поселення | Клімат поселення | Клімат поселення | Клімат поселення | Клімат поселення | Клімат поселення | Клімат поселення | Клімат поселення | Клімат поселення | Клімат поселення | Клімат поселення | Клімат поселення | Клімат поселення |
| Показник                                      | Січ.             | Лют.             | Бер.             | Квіт.            | Трав.            | Черв.            | Лип.             | Серп.            | Вер.             | Жовт.            | Лист.            | Груд.            |                  |
| Середній максимум, °C                         | −4,91            | −1,52            | 4,26             | 12,14            | 18,20            | 22,14            | 23,28            | 22,83            | 17,73            | 11,47            | 2,48             | −3,62            |                  |
| Середня температура, °C                       | −12,12           | −8,72            | −2,96            | 4,94             | 11,00            | 14,93            | 17,07            | 16,63            | 11,51            | 5,26             | −3,73            | −9,83            |                  |
| Середній мінімум, °C                          | −19,33           | −15,95           | −10,16           | −2,27            | 3,79             | 7,72             | 10,87            | 10,42            | 5,30             | −0,96            | −9,94            | −16,04           |                  |
| Норма опадів, мм                              | 15               | 12               | 17               | 27               | 49               | 73               | 61               | 52               | 41               | 13               | 13               | 13               |                  |
| Середньомісячна швидкість вітру, м/с          | 3.75             | 3.59             | 3.93             | 4.16             | 4.10             | 3.80             | 3.40             | 3.26             | 3.58             | 3.87             | 3.96             | 3.84             |                  |
| Середньомісячна сонячна радіація, кДж/м²·день | 3892             | 7413             | 12652            | 17232            | 20710            | 22137            | 23090            | 19525            | 13567            | 8228             | 4253             | 3032             |                  |
| --------------------------------------------- | ---------------- | ---------------- | ---------------- | ---------------- | ---------------- | ---------------- | ---------------- | ---------------- | ---------------- | ---------------- | ---------------- | ---------------- | ---------------- |
| Джерело:                                      |                  |                  |                  |                  |                  |                  |                  |                  |                  |                  |                  |                  |                  |